# Sam M. Lewis
Sam M. Lewis (New York, 25 ottobre 1885 – New York, 22 novembre 1959) è stato un paroliere, compositore e cantante statunitense.
Compose intramontabili classici eseguiti e portati alla notorietà da un numero incalcolabile di musicisti.

## Biografia
Dopo un'iniziale attività di cantante in alcuni locali di New York, passò presto alla composizione (1912 circa), scrivendo spesso in coppia con altri parolieri e compositori (tra cui Joe Young, Harry Akst e J. Freed Coots), nel corso degli anni alcuni brani che divennero degli standard di jazz.
Tra le sue composizioni da ricordare: 
- Street of Dreams
- Just Friends
- Dinah
- When You're a Long, Long Way from Home
- My Mother's Rosary
- Come on and Baby Me
- Baby Blue
- For All We Know
- Arrah, Go on, I'm Gonna Go Back to Oregon
- If I Knock the “L” Out of Kelly
- Where Did Robinson Crusoe Go with Friday on Saturday Night?
- I'm All Bound “Round with the Mason-Dixon Line
- Why Do They All Take the Night Boat to Albany?
- Hello, Central, Give Me No Man's Land
- Rock-a-Bye Your Baby with a Dixie Melody
- Just a Baby's Prayer at Twilight
- How Ya Gonna Keep “Em Down on the Farm?
- Don't Cry, Frenchy, Don't Cry
- You're a Million Miles from Nowhere
- Who Played Poker with Pocahontas When John Smith Went Away?
- I'd Love to Fall Asleep and Wake Up in My Mammy's Arms
- My Mammy
- Tuck Me to Sleep in My Old “Tucky Home
- Five Foot Two, Eyes of Blue
- I'm Sitting on Top of the World
- In a Little Spanish Town
- King for a Day
- Gloomy Sunday
- Have a Little Faith in Me
- Just a Little Love Song
- I Kiss Your Hand, Madame
- Sam, You Made the Pants Too Long
- Has Anybody Seen My Gal?
- Robinson Crusoe
- Singing the Blues
- Nightfall
- I Wonder
- Laugh, Clown, Laugh
- Song of the Seabees
- Huckleberry Finn
- Half of Me (Wants to Be Good)
- A Garden in Granada
- Cryin' for the Carolines
- Nothing Lives Longer Than Love
- What's the Big Idea?
- Bad Baby
- When You're Seeing Sweetie Home
- Mi Amado
- Lovely Little Silhouette[1]